# جولدي بلوكس
جولدي بلوكس هي شركة ألعاب أمريكية تقوم بتسويق ألعاب تفاعلية مصممة للفتيات. تم إطلاقها عام 2012 كنموذج أولي على كيك ستارتر. وقد حصلت حملة كيك ستارتر على أكثر من مليون دولار من الطلبات المسبقة التي تم وضعها في الشهر الأول. كما استمر بيعها في متاجر التجزئة بما في ذلك تويز آر أص وأمازون.
وقد أسس هذه الشركة ديبي ستيرلينغ، التي تخرجت من كلية الهندسة وسيدة أعمال في جامعة ستانفورد. ويقع مقر الشركة في لوس أنجلوس، كاليفورنيا.

## تاريخها
لاحظت ستيرلنج عندما كانت طالبة في جامعة ستانفورد أن نسبة النساء في الهندسة في الولايات المتحدة كانت 11 ٪ فقط. وبعد البحث وجدت أن الفتيات يبدأن في فقدان الاهتمام بالرياضيات والعلوم في سن الثامنة. وبعد عامين من دراسة تنمية الطفل في وقت مبكر، بما في ذلك الفتيات وتسويق الألعاب على أساس الجنس، علمت ستيرلنج أن الفتيات يتفوقن في المهارات الكلامية والقراءة والكتابة. وابتكرت جولدي بوكس لتجمع بين قصة جولدي فتاة مخترعة تحب البناء مع مجموعة من أدوات البناء.
ولتمويل جولتها الأولى من الإنتاج، أنشأت ستيرلنج حملة كيك ستارتر في عام 2012. وقد حصل المشروع على تمويل قدره 150,000 دولار في 4 أيام، واستمر في جمع ما مجموعه 285,881 دولارًا مع 5,519 مؤيدًا بحلول نهاية الحملة.

## المنتجات
وقد وجهت اللعبة نحو الأعمار من 4 إلى 9 سنوات، وتقدم سلسلة جولدي بوكس مفاهيم هندسية للفتيات من خلال سرد القصص والبناء، كل لعبة تقدم شخصيات ومفاهيم جديدة. هناك ست مجموعات في السلسلة.
في عام 2014 بدأت جولدي بوكس في تقديم محتوى رقمي. تم تقديم أول تطبيق للهاتف المحمول للشركة، جولدي بوكس وموفي ماشين في أكتوبر. ويتميز التطبيق بأول رسم كاريكاتيري للشركة على الإطلاق، وقد تم تسميته من قِبل أبل كأحد أفضل التطبيقات لعام 2014. ويحتوي بلوكس تاون ملعب جولدي بوكس الرقمي على مقاطع فيديو أصلية عن أفكار تصميم جديدة للأطفال لمشاهدتها والبناء في المنزل.